# Microcolumna cortical
Una microcolumna cortical o minicolumna cortical es una forma de organización funcional vertical que implica neuronas, así como axones mielinizados procedentes del tálamo y axones de otras áreas del Neocórtex.

Las minicolumnas se consideran como unidades modulares repetitivas, que presentan una considerable heterogeneidad entre diferentes áreas de la corteza y en diferentes especies animales.

## Estructura
En el concepto moderno la neocorteza es interpretada como una organización funcional de grupos celulares ensamblados radialmente, en torno a un eje central de  fibras aferentes corticales, organización denominada "columna". 

La estructura de la neocorteza es repetitiva y relativamente uniforme. El investigador Lorente de Nó describió en 1938 los "cilindros verticales de células como unidades elementales" de procesamiento de la corteza.  En 1979 Mountcastle describió las "Minicolumnas" como posibles unidades elementales.  Luego los científicos han tratado de identificar una unidad elemental mínima, como módulo de procesamiento cortical, llamándola "microcolumna".
La estructura columnar de la neocorteza nunca ha estado en duda, pero el tamaño, la composición celular, la organización sináptica, la expresión de las moléculas de señalización y la función, de los varios tipos de "columnas" presentan diferencias profundas.

Las columnas repetitivas se presentan en la corteza cerebral con diferencias de escala y de función. El término "columna cortical", puede referirse a minicolumnas de pequeña-escala (diámetro ~50 μm), a macrocolumnas de escala más grande (diámetro ~300–500 μm), o hasta estructuras múltiples dentro de esas escalas.

Los diámetros de las columnas en las áreas sensoriales quedan establecidos por las aferentes tálamo-corticales, con ramificaciones axónicas que ocupan ~500 micras en un plano tangencial. En las áreas asociativas con inervación de fibras córtico-corticales, las columnas parecen cilindros casi independientes, con un diámetro aproximado de 200 micras.
La "microcolumna" estaría constituida por 80-110 neuronas, y tendría un diámetro mínimo de unos 30 μm. Constituiría la unidad básica funcional, de la corteza cerebral.
 
El espacio comprendido entre dos de estas unidades se denomina neuropilo. Las columnas se comunican entre ellas mediante interneuronas, que al mismo tiempo modulan su respuesta.

### Corteza visual

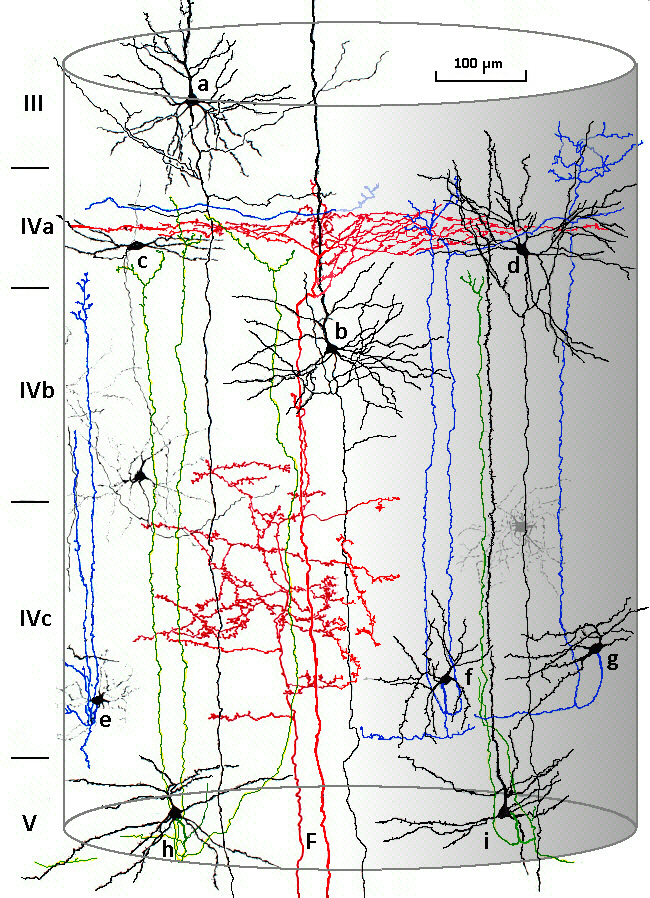
Esquema de una "columna cortical" de la corteza visual del mono, con diámetro de 600 micrómetros.
A la izquierda se marcan las capas III-V de la citoarquitectura de Brodmann.
Células piramidales a, b. Células estrelladas con espinas c, d. Células estrelladas de axón recurrente e, f, g. Células piramidales de axón recurrente h, i. Fibras sensoriales aferentes como F. Teñido con método de Golgi.

El córtex visual primario ha sido estudiado en gran detalle, esta es el área donde las columnas corticales han sido identificadas de manera metódica conociéndose: columnas de dominancia ocular (OD), columnas de orientación, hipercolumnas y columnas alternantes callosal e ipsilateral. 

En la corteza visual existen minicolumnas especializadas en la visión del ojo izquierdo o el derecho, y parece ser que este fenómeno de la lateralización se extiende a toda la corteza cerebral. Parece ser que la dominancia de un hemisferio cerebral sobre otro podría deberse a la arquitectura particular de estas minicolumnas.

## Patología
Se ha visto que la disrupción o disfunción de la "columna", formaría parte de la patogenia de diversas enfermedades entre las que se encuentran el autismo la enfermedad de Alzheimer, la demencia de cuerpos de Lewy, la esquizofrenia o el deterioro cognitivo asociado al envejecimiento. Algunos autores denominan a estas enfermedades "columnopatías".[cita requerida]